# Площадь Покрышкина
Площадь Покрышкина (Площадь имени трижды Героя Советского Союза маршала авиации Александра Ивановича Покрышкина) — площадь в северо-восточной части города Ржева Тверской области, на левом берегу Волги.
Разделяет улицы Краностроителей и Челюскинцев, при въезде в военный городок «Ржев-3» (Порт).
На площадь выходят здания «НИИ башенного краностроения» и проходной ОАО «Ржевский краностроительный завод».

## Происхождение названия
Название получила в честь — маршала авиации А. И. Покрышкина (1913—1985) — легендарного советского лётчика-аса Великой Отечественной войны, первого трижды Героя Советского Союза, единственного человека, трижды удостоенного этого звания в годы войны.
Открытие площади в мае 2010 года было приурочено к 65-летию Победы в Великой Отечественной войне.

## Интересные факты
- Рядом с площадью, на фасаде одного из финских домиков (территория военного городка), где в 50-е годы проживал А. И. Покрышкин, в марте 2008 года была открыта мемориальная доска[2].
- В 2011 году планировалось перенести из центра города на площадь постамент с самолётом МиГ-17[3], символизирующий многолетнюю историю развития города как важнейшей базы для испытания, обкатки и ремонта авиационной техники. Именно 88-й Ржевский истребительно-авиационный корпус ПВО был одним из первых освоившим эти реактивные машины. Командовал корпусом А. И. Покрышкин.

## Транспорт
От площади (ост. «Новые краны») отправляются маршруты городских автобусов №: 4, 7, 15 и 24.

## Смежные улицы
- Улица Челюскинцев
- Улица Краностроителей
- Улица 8 Марта